# Episodi de Il problema dei 3 corpi
La prima stagione della serie televisiva sci-fi Il problema dei 3 corpi (3 Body Problem), composta da 8 episodi, è stata pubblicata sulla piattaforma streaming Netflix il 21 marzo 2024.
| nº | Titolo originale          | Titolo italiano       | Pubblicazione |
| -- | ------------------------- | --------------------- | ------------- |
| 1  | Countdown                 | Conto alla rovescia   | 21 marzo 2024 |
| 2  | Red Coast                 | Costa Rossa           | 21 marzo 2024 |
| 3  | Destroyer of Worlds       | Distruttore dei mondi | 21 marzo 2024 |
| 4  | Our Lord                  | Il nostro Signore     | 21 marzo 2024 |
| 5  | Judgement Day             | Giorno del Giudizio   | 21 marzo 2024 |
| 6  | The Stars Our Destination | Destinazione Stelle   | 21 marzo 2024 |
| 7  | Only Advance              | Sempre avanti         | 21 marzo 2024 |
| 8  | Wallfacer                 | Impenetrabili         | 21 marzo 2024 |

## Conto alla rovescia
- Titolo: originale: Countdown
- Diretto da: Derek Tsang
- Scritto da: David Benioff, D. B. Weiss, Alexander Woo

### Trama
Pechino 1966: rivoluzione culturale in Cina, un insegnante di fisica, durante una sessione di lotta, viene costretto a negare il big bang in quanto teoria americana e che non negherebbe l'esistenza di Dio.
Nella folla anche Ye Wenjie, figlia del professore, che assiste al massacro del padre per poi essere deportata.
Oggi: strani presunti omicidi avvengono fra scienziati e studiosi di tutto il mondo.
Fra questi Vera, la figlia di Ye si è appena suicidata dopo aver chiesto al suo collega di ricerca Saul se crede in Dio.
Altre due colleghe, Jin e Auggie sono in un pub a bere qualcosa discutendo di come i recenti esperimenti abbiano smesso di avere senso e improvvisamente ad Auggie inizia a comparire un conto alla rovescia davanti agli occhi, che solo lei è in grado di vedere.
Una chiamata di Saul (che ha una relazione con Auggie) le avverte di quanto accaduto a Vera. Al funerale si ritrovano quindi Jin, Auggie, Saul e la madre Ye. Insieme a loro c'è Raj, comandante della marina britannica e fidanzato di Jin, oltre a Jack, loro amico diventato ricco producendo cibo e bevande e Will, altro scienziato, innamorato di Jin.
Tutti loro sono pedinati dal detective Da Shi che sta indagando su quelle strani morti.
Una sera appare una donna misteriosa ad Auggie che le spiega come poter interrompere quel conto alla rovescia, cioè smettendo di lavorare alle sue ricerche sulle nanotecnologie (una potentissima e sottilissima nanofibra) e le dice di guardare il cielo alla mezzanotte del giorno successivo.
La sera seguente lei e Saul, osservano il cielo a mezzanotte e questo inizia a lampeggiare inviando un codice morse.
Wade che è a capo delle indagini di Da Shi comprende che il nemico sta agendo.

## Costa Rossa
- Titolo: originale: Red Coast
- Diretto da: Derek Tsang
- Scritto da: Rose Cartwright

### Trama
Auggie decide di interrompere il progetto di ricerca sulle nanotecnologie, dopo averne testato l’effettiva potenzialità. Il conto alla rovescia si interrompe sparendo e Auggie viene invitata dall’agente di intelligence Da Shi, il quale le mostra come la donna misteriosa incontrata due sere prima non sia visibile dalle telecamere di sorveglianza. La stessa donna si paleserà più avanti a Da Shi, mentre questi è in visita al cimitero alla defunta moglie. 
Cina, 1968: Ye Wenjie, assoldata nel frattempo dall’esercito per lavorare nella base segreta denominata “Costa Rossa” di comunicazioni interstellari costituita da un potente radiotelescopio, scopre la capacità del Sole di riflettere e amplificare onde radio provenienti da un altro sistema solare. 
Jin si imbatte in un gioco di realtà virtuale di natura extraterrestre, in cui si ritrova su un pianeta deserto, e si rivolge a Jack esperto di videogiochi per cercare di rivelarne la natura e gli obiettivi. Scopre, in seguito, che il gioco è regolato da un’alternanza di movimenti solari (ere del caos e dell’ordine), per cui è necessario trovarne una spiegazione fisica e scientifica. Tornando a casa la sera, Jack ritrova il medesimo gioco sul tavolo e comincia a giocarci.
Un dottore svela a Will che ha un tumore al pancreas e che gli restano ancora pochi mesi di vita, ragion per cui decide di abbandonare il lavoro di insegnante. 
1977: dopo 8 anni di attesa, Ye Wenjie riceve risposta da una forma di vita extraterrestre che intima di non replicare per evitare qualunque invasione della Terra, tuttavia la giovane cinese risponde, spiegando di credere che gli uomini siano incapaci di salvarsi. 

## Distruttore dei mondi
- Titolo: originale: Destroyer of Worlds
- Diretto da: Andrew Stanton
- Scritto da: Alexander Woo

### Trama
Da Shi è su una nuova scena del crimine. Nella cassaforte dell'appartamento trova un visore per la VR. Il gruppo di scienziati è riunito a casa di Jack. Auggie trova il visore e inveisce contro Jack e Jin che ci stanno giocando consapevoli che tutti gli scienziati morti ci stavano giocando e che quindi potrebbe essere pericoloso. Intanto Saul ipotizza che tutti gli avvenimenti siano collegati.
Jack e Jin tornano nel gioco: Livello 2. Qui incontrano il Papa Gregorio e Jin espone la sua teoria sul mondo: essi vivono in un sistema a tre corpi con gravità differente. Non viene creduta e condannata al rogo come eretica. Jack riesce a salvarla ma in quel momento il mondo inizia a bruciare e una colata lavica distrugge ogni cosa. Gli unici che si salvano sono Jack e Jin ai quali viene annunciato il superamento del livello dato che hanno scoperto la causa del comportamento del sole.
Da Shi fa rapporto al suo capo mostrando il visore ritrovato. Poi inizia a seguire e tracciare sia Jack che Jin dato che possiedono lo stesso visore.
Auggie torna al lavoro ma quando prova a riavviare il macchinario il countdown riappare davanti ai suoi occhi spaventandola e costringendola a spegnere tutto di nuovo.
Jack e Jin sono al Livello 3. Sono in udienza dal Grande Khan. Qui Newton e Turing hanno elaborato una complessa macchina umana per calcolare il movimento solare. Jack e Jin non vengono creduti e condannati a morte, ma Jin riesce a far trascorrere i giorni e dimostrare così che la soluzione dei due scienziati è errata. In quel momento tutti gli abitanti iniziano ad essere attrati dalla gravità di uno dei soli. Jin capisce che il loro obiettivo non è comprendere come prevedere il movimento dei soli ma invece quello di capire come salvare la popolazione. Ancora una volta sopravvivono solo Jack e Jin ai quali viene annunciato il superamento del livello.
Si scopre che il gioco è controllato da un umano, il quale ispeziona i valori cerebrali dei due scienziati e riporta i risultati al suo capo: Mike Evans. Questi è in contatto con la misteriosa donna vista da Auggie e Da Shi. Essa invita Jack e Jin ad un incontro.
I due vi si recano. La donna li invita a mettersi il visore per il Livello 4. Qui viene annunciato loro che una popolazione aliena è stata contattata dalla Terra anni prima. Essi sono i reali abitanti del pianeta affetto dal Problema dei Tre Corpi e ora hanno deciso di venire sulla Terra per colonizzarla come loro nuova casa.
Jack non crede a nulla e se ne va, Jin viene invitata ad un altro incontro.
Più tardi Jack torna a casa, Da Shi lo tiene sotto controllo. Nota che non c'è connessione e allora vaga per casa in cerca di linea. In camera da letto incontra la misteriosa donna che lo accusa di non aver continuato a giocare e lo uccide. Nonostante la camera sia con pareti di vetro, Da Shi non nota nulla dall'esterno. Tutto è in ordine e la donna scompare dalle riprese di sorveglianza.

## Il nostro Signore
- Titolo: originale: Our Lords
- Diretto da: Minkie Spiro
- Scritto da: Madhuri Shekar

### Trama
Nel 1985, da qualche parte nel Nord Atlantico, Evans porta Ye Wenjie sulla sua nave dalla quale possono utilizzare la tecnologia satellitare avanzata per comunicare con gli alieni, come descritto nel libro Alien invasione di Adler James Stark. Nel 2024, in seguito all'omicidio di Jack, Thomas Wade e Clarence decidono di infiltrarsi nell'organizzazione segreta di Evans per raccogliere informazioni. Sotto la guida di Wade e Clarence, Jin partecipa a una riunione segreta in cui Ye Wenjie rivela di essere il suo leader e che lo scopo del movimento Terra-Trisolaris è aiutare i San-Ti ad arrivare e conquistare la Terra. Le forze di sicurezza britanniche fanno irruzione nel corso della riunione. Dopo aver realizzato che Jin è una spia, Tatiana tenta di assassinarla, scatenando una sparatoria. Tatiana fugge ma Ye Wenjie e la maggior parte dei cultisti vengono catturati.

## Giorno del Giudizio
- Titolo: originale: Judgement Day
- Diretto da: Minkie Spiro
- Scritto da: David Benioff, D. B. Weiss

### Trama
Jack ha lasciato a Will 20 milioni di sterline, metà delle sue fortune, nella speranza che li usi per trovare una cura per il suo tumore. 
Wade escogita in piano per recuperare le registrazioni di Mike con gli alieni dalla nave “Giorno del Giudizio”. Distruggerla mentre attraversa il canale di Panama, utilizzando le fibre a cui stava lavorando Auggie.
Auggie ricomincia a lavorare ma non ha più le visioni del conto alla rovescia. Nell'operazione  viene reclutato anche Raj (il fidanzato di Jin). Auggie e Raj discutono sulla possibile presenza, a loro sconosciuta, di membri dell'equipaggio.
Auggie non vuole correre il rischio che possano esserci delle vittime, ma Raj decide di eseguire ugualmente gli ordini.
Quindi Wade senza scrupoli ordina di procedere e la nave viene così tranciata dalle fibre dei cavi apparentemente invisibili, e perdono la vita anche tutti gli innocenti fra cui i bambini, sotto gli occhi disperati di Auggie.
Wade recupera il disco rigido rosso che teneva stretto tra le mani l'ormai deceduto Mike. All’interno dell’hard disk, in cui riescono ad accedere utilizzando il dispositivo per la simulazione, Wade e Jin vengono a conoscenza della creazione dei "sofoni", particelle inviate segretamente sulla terra che hanno causato anomalie scientifiche, fatto comparire i conti alla rovescia a importanti fisici e ad aver permesso agli alieni di spiarli, così da poter bloccare il progresso scientifico prima che arrivino le loro navi. La necessità di bloccare il progresso umano viene spiegata col fatto che nella storia dell'umanità tale progresso ha mostrato una evoluzione accelerata, e i 400 anni   necessari per l'arrivo dei San-ti avrebbero permesso all'uomo di sviluppare tecnologie in grado di sconfiggerli al loro arrivo.
La scritta “Voi siete insetti” appare in tutto il mondo sui dispositivi e gli schermi. Ye si dispera nel sentire le conversazioni fra gli alieni e Mike capendo che le intenzioni di questi non sono pacifiche o collaborative come invece era stata convinta fino a prima.

## Destinazione Stelle
- Titolo: originale: The Stars Our Destination
- Diretto da: Minkie Spiro
- Scritto da: Alexander Woo

### Trama
Il mondo si trova nel caos dopo l'evento denominato "Occhio nel cielo". Viene creato un fondo chiamato "Destinazione stelle", ovvero un sistema di raccolta fondi destinato alla guerra che si dovrebbe combattere tra 400 anni, all'arrivo dei San-Di. 
Wade crea una Task force per mandare una sonda verso la flotta degli invasori, così da poter raccogliere informazioni su di loro. Quando gli scienziati gli comunicano l'infattibilità del progetto, lui si rivolge a Jin con la quale escogitano un piano per creare la sonda e contemporaneamente aggirare i sofoni. Nel frattempo Raj chiede di avere un ruolo di rilievo nell'operazione, e Wade gli rivela che costruiranno le navicelle sulla Luna.
Alla casa sulla spiaggia Saul e Auggie aiutano Will, che con difficoltà sta affrontando il tumore. Vengono raggiunti da Jin, che scopre da Auggie cosa è successo a Panama e che non è stata informata dal suo ragazzo Raj. Lei vorrebbe l'aiuto della collega e delle sue nanofibre, ma Auggie è ancora traumatizzata dall'esperienza e non vuole collaborare. Quando Jin se ne va viene inseguita da Will che vorrebbe confessarsi, ma una volta arrivato a Londra la vede riappacificarsi con Raj e desiste.
Da Shi interroga Ye Wenjie sul perché sua figlia si sia uccisa, e la donna confessa che Vera aveva scoperto del suo ruolo dalle sue comunicazioni con Evans. Viene rilasciata e pedinata, ed una volta a casa maledice la specie aliena che era entrata in contatto con lei anni prima. Sotto consiglio di Will, Auggie va a lavorare da Wade, il quale intanto dice a Jin che non intende mandare una sonda verso la flotta aliena, bensì un essere umano. Will va alla Destinazione stelle per fare una donazione.

## Sempre avanti
- Titolo: originale: Only Advance
- Diretto da: Jeremy Podeswa
- Scritto da: David Benioff, D. B. Weiss

## Impenetrabili
- Titolo: originale: Wallfacer
- Diretto da: Jeremy Podeswa
- Scritto da: David Benioff, D. B. Weiss

### Trama
Ha inizio il lancio della sonda spaziale. Nel frattempo Soul subisce un tentato omicidio, ma grazie a un caso fortuito sopravvive. Gli viene affidata una scorta e viene eletto "impenetrabile" al Palazzo di Vetro, a New York. Una volta rifiutato questo ruolo, lascia il palazzo e un cecchino prova ad ucciderlo con un proiettile calibro 338, ma grazie al giubbotto antiproiettile rimane in vita, nonostante una costola fratturata e un'emorragia interna. 
Al suo risveglio chiede di incontrare il suo assassino, il quale gli confessa di essere un soldato dei San-Ti. 
Uscito dall'ospedale, viene accompagnato presso la sala controllo spaziale, dove si sta seguendo il lancio e il conseguente lancio della sonda contenente Will. Il lancio avviene con successo, così come le prime due esplosioni nucleari che spingono la sonda sempre più vicina al punto di incontro previsto con i San-Ti. Poco prima della terza esplosione uno dei cavi che collega la capsula alla vela si stacca, causando una deviazione della traiettoria e il conseguente fallimento del piano. 